# Білий Іван Михайлович
Іван Михайлович Білий (1925, село Піски, тепер Полтавської області — ?) — український радянський діяч, бригадир бригади судноскладальників суднобудівного заводу імені 61 Комунара, лауреат Державної премії СРСР (1975). Член ЦК КПУ у 1971 — 1976 р.

## Біографія
У 1940 році закінчив семирічну школу. У 1940 — 1942 р. — учень Миколаївської школи фабрично-заводського навчання. Разом зі школою був евакуйований до міста Астрахані, де в 1942 році був перший її воєнний випуск.
У 1942 — 1950 р. — служба на Військово-морському флоті СРСР. У 1942 році — курсант Саратовської школи Військово-морського флоту. Учасник німецько-радянської війни, воював на торпедних катерах Дунайської флотилії.
З 1950 року почав працювати на Миколаївському суднобудівному заводі імені 61 Комунара.
З 1951 р. — бригадир бригади судноскладальників Миколаївського суднобудівного заводу імені 61 Комунара. Очолював бригаду більше 30 років.
Член КПРС з 1959 року.
У 1975 році за участь у розробці і за впровадження методу безпостільного складання секцій, робочому-судноскладальнику вперше в історії суднобудування було присвоєне звання лауреата Державної премії СРСР та вручена бронзова медаль ВДНГ СРСР. За більш ніж 30-річний стаж роботи офіційно подав понад 100 раціоналізаторських пропозицій, 74 з яких були впроваджені у виробництво.
Потім — на пенсії у місті Миколаєві.

## Нагороди
- орден Леніна
- два ордени Жовтневої Революції
- орден Знак Пошани
- медалі
- лауреат Державної премії СРСР (1975)